# Чукша (Марий Эл)
Чукша (мар. Чӱкшӧ) — деревня в Моркинском районе Республики Марий Эл. Входит в состав Семисолинского сельского поселения.

## География
Находится в юго-восточной части республики Марий Эл на расстоянии приблизительно 10 км по прямой на север от районного центра посёлка Морки.

## История
Деревня образована в конце XVIII — начале XIX веков. В 1839 году в деревне учтено 13 дворов и 55 мужчин. К 1859 году отмечено 26 дворов, а население составило 169 человек. В 1924 году русских было 225 человек, мари — 121 человек, число дворов составляло 47, население — 375 человек. В конце 1950-х годов в основном русскоязычное население стало выезжать. В 2002 году в деревне насчитывается 17 дворов. Жители трудятся в Чукшинском карьере, который расположен неподалёку от деревни. В советское время работал колхоз «Вторая пятилетка».

## Население
Население составляло 42 человека (мари 74 %, русские 26 %) в 2002 году, 27 в 2010.